# Федоровское (Рязанская область)
Федоровское — село в Захаровском районе Рязанской области, входит в состав Безлыченского сельского поселения.

## География
Село расположено в 5 км на юг от центра поселения деревни Безлычное, в 16 км на восток от районного центра села Захарово. 

## История
Село Федоровское упоминается в грамоте Михаила Федоровича 1637 года, данной архиепископу Рязанскому Антонию. В селе существовала пустая церковь Покрова пресвятой Богородицы, разоренная татарами. По окладным книгам 1676 года при Покровской церкви в селе Федоровском значились 2 двора поповых, 2 дьячковых, 223 приходских дворов, в том числе двор преосвященного Иосифа. В 1785 году была построена новая деревянная Покровская церковь с приделом Никольским.
В XIX — начале XX века село входило в состав Глебовской волости Михайловского уезда Рязанской губернии. В 1905 году в селе был 391 двор.
С 1929 года село являлось центром Федоровского сельсовета Захаровского района Рязанского округа Московской области, с 1937 года — в составе Рязанской области, с 2005 года — в составе Безлыченского сельского поселения.

## Население
| 1859 | 1897  | 1905  | 2010 | 2023 |
| ---- | ----- | ----- | ---- | ---- |
| 1395 | ↗1888 | ↗2478 | ↘523 | ↗550 |

## Инфраструктура
В селе имеется Федоровский филиал МОУ Безлыченская средняя общеобразовательная школа.